# Karin Stanek

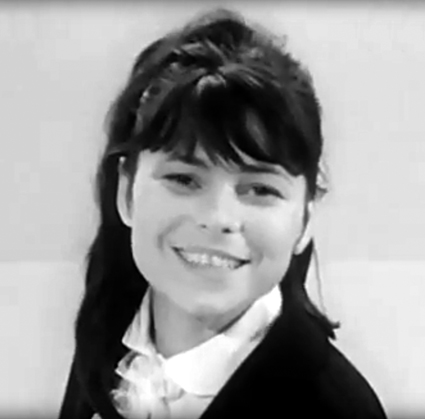
Karin Stanek

Karin Stanek (* 18. August 1943 in Beuthen O.S.; † 15. Februar 2011 in Wolfenbüttel) war eine polnische Rock- und Popsängerin.

## Werdegang
Nach dem Besuch der Grundschule arbeitete sie als Botin. Ihre musikalische Karriere begann Anfang der 1960er Jahre, als sie bei verschiedenen Talentwettbewerben als Sängerin auftrat. Bei einem Wettbewerb, der in Kattowitz vom Polskie Radio durchgeführt wurde, qualifizierte sie sich für das erste Festival Junger Talente, das 1962 in Szczecin stattfand. An dieser Castingshow nahmen 150 Sängerinnen und Sänger teil. Ins Finale zogen schließlich 30 von ihnen ein, darunter neben Stanek später ebenfalls bekannte Künstler wie Wojciech Korda, Helena Majdaniec und vor allem Czesław Niemen. Anschließend wurde sie Sängerin der Band Czerwono-Czarni, einer der wichtigsten Gruppen der polnischen Version des Beatmusik bis 1969. Speziell für sie entstand eine Reihe von Songs, oft im Stil des Rock ’n’ Roll oder des Folk gehalten. Später arbeitete sie mit verschiedenen meist kurzlebigen Bands wie The Samuels und Schemat zusammen.
Stanek erhielt bei verschiedenen Festivals Auszeichnungen: 1963, 1964, 1965 und 1966 in Opole, 1962 und 1964 in Sopot. Parallel dazu dehnte sie ihre Bühnenpräsenz auf die Tschechoslowakei, Ungarn, die Sowjetunion und die DDR aus. 1976 reiste sie zu Auftritten in die USA und anschließend in die Bundesrepublik Deutschland, von wo sie nicht mehr nach Polen zurückkehrte. Sie lebte bis zum Tod in Deutschland, wo sie auch einige Platten in deutscher und englischer Sprache aufnahm (unter anderem „Let's Have a Party“ unter dem Pseudonym Cory Gun). In der ZDF-Sendung Disco trat sie mit dem Titel „Ich mag Dich so, wie Du bist“ auf. Erst nach 1989 war sie wieder häufiger in Polen zu sehen, 1991 erschien ihre Biographie aus der Feder von Anna Kryszkiewicz. Im Jahr 2005 wurde in Deutschland ihre letzte Single „Sex“ veröffentlicht. 2007 verschlechterte sich ihr Gesundheitszustand und vier Jahre später verstarb sie früh an einer Lungenentzündung.

## Diskographie

### Alben
- 1966: Malowana lala – Najpopularniejsze przeboje śpiewa Karin Stanek
- 1979: Das geballte Temperament mit der unerhörten Stimme
- 1992: Greatest Hits
- 1999: Malowana lala
- 2002: Jedziemy autostopem – Złota kolekcja
- 2003: Platynowa kolekcja – Złote przeboje
- 2003: Jimmy Joe – Polskie perły
- 2006: Platynowa kolekcja – Moje złote przeboje
- 2009: Dziewczyna z gitarą
- 2011: Autostopem z malowaną lalą

### EPs
- 1962: „Malowana piosenka“/„Teddy Bear“/„Jimmy Joe“/„Tutti Frutti“ (mit Czerwono-Czarni)
- 1963: „Chłopiec z gitarą“/„Wio, kary“/„Piosenka o warkoczykach“/„Gaz, panie szofer“ (mit Czerwono-Czarni)
- 1963: „Wala twist“/„Jedziemy autostopem“/„Piosenka z uśmiechem“/„Biała bluzka, czarne spodnie“ (mit Czerwono-Czarni)
- 1964: „Zielone serce“/„Katarzyna“/„Motor i ja“/„Dla młodych ten twist“ (mit Czerwono-Czarni)

### Singles
- 1979: „Ich mag dich so wie du bist“
- 1979: „Hey Schnucki, komm' tanz' mal Boogie Woogie“
- 1979: „Tango Gitano“
- 1981: „Let's Have a Party“ (als Cory Gun)
- 1982: „Don't Play That Game with Me“ (mit Blackbird)
- 1982: „Tell Me“ (mit Blackbird)
- 1984: „You Better Run for Your Life (If You Can)“ (mit Blackbird)
- 2005: „Sex“

## Filmographie
- 1963: Gdzieś w Polsce
- 1964: Dwa żebra Adama